# ミステリー・ディスク
『ミステリー・ディスク』（Mystery Disc）は、アメリカ合衆国のロック・ミュージシャンのフランク・ザッパが編集したアルバム。1980年代に彼が編集したLPレコードのボックス・セットThe Old Masters Box One（1985年）とThe Old Masters Box Two（1986年）に添付されていた『ミステリー・ディスク』の収録曲から構成されている。

## 解説

### 経緯
ザッパは1981年にBarking Pumpkin Recordsを設立し、1960年代にヴァーヴ・レコードから発表したアルバムを含めて、これまでに様々なレコード会社から発表したザ・マザーズ・オブ・インヴェンション（The Mothers of Invention、MOI）名義とザッパ名義アルバム全てに対する権利を獲得した。そこで彼は、MOI名義の13作とザッパ名義の5作をリミックスして、これらのアルバムを発売順に完全収録したThe Old Mastersのシリーズを発表した。
このシリーズはBox One（1985年4月）、Box Two（1986年11月）、Box Three（1987年12月）の3部からなり、Box OneとBox Twoには未発表音源を収録した『ミステリー・ディスク』が含まれた。Box Oneの『ミステリー・ディスク』（以下、Mystery Disc 1）には未発表音源20曲に加えて、MOIが1967年に発表したシングルから'Why Don't You Do Me Right'と'Big Keg Emma'が収録され、ザッパによる解説が添付された。Box Twoの『ミステリー・ディスク』（以下、Mystery Disc 2）には未発表音源15曲が収録され、Mystery Disc 1と異なり、ザッパの解説は添付されなかった。
ザッパが1993年に病没した後の1998年、Mystery Disc 1から'Why Don't You Do Me Right'と'Big Keg Emma'を除く20曲、Mystery Disc 2から全15曲の計35曲が一枚のCDに収録されて、『ミステリー・ディスク』として発表された。

### 内容
ザッパは1969年8月のインタビューで、The History and Collected Improvisations of The Mothers Of Inventionと題した10枚組アルバムを年内に発表すると語った。彼はこのアルバムにMOIの音源だけでなく、彼がミュージシャンとしての道を歩み始める前の1950年代に録音したものや、MOIが結成される前の1960年代前半にカリフォルニア州クカモンガ（現ランチョ・クカモンガ）で行なった初期の音楽活動の未発表音源も収録するつもりだった。しかし、この計画は主に経費が理由で実現しなかった。Mystery Disc 1とMystery Disc 2には、The History and Collected Improvisations of The Mothers Of Inventionに収録される予定だった曲も幾つか含まれたとされている。以下、ライコディスク（RCD 40573）のライナーノーツと参考文献に基づいて、内容を概説する。
ザッパの作曲家としての初仕事になった西部劇映画"Run Home Slow"（1965年）の主題曲'Theme From Run Home Slow'は、1964年にロサンゼルスのOriginal Soundのスタジオで11人編成のオーケストラとザッパ（ギター）によって録音された。なお1996年に発表された編集アルバム『ロスト・エピソード』には、同じ顔ぶれによって録音された'Run Home Slow Theme'が収録されたが、ステレオ録音である、冒頭部分でトロンボーンとピアノが演奏されている、ギター・ソロがない、トランペットの演奏が異なる、などの違いがあり、異なる音源であると推測されている。
'Original Duke of Prunes'は'Theme From Run Home Slow'と同じ顔ぶれによって録音された。後にザッパはこの曲に詞をつけて、'The Duke of Prunes'としてMOIのアルバム『アブソリュートリー・フリー』（1967年）で発表した。
ザッパは1960年にレコーディング・エンジニアのポール・バフ（Paul Buff）に出会い、バフが50年代後半にクカモンガに設立したパル・レコーディング・スタジオ（本稿ではパル・スタジオと略する）で、バフから技術を学びながら共同または単独で様々なレコーディングを行なっていた。そして"Run Home Slow"の音楽を担当して得た報酬を資金源に、1964年7月にバプからパル・スタジオを買い取ってスタジオZと改名して、8月1日に再出発させた。'Opening Night at "Studio Z" (Collage)'は、再出発のパーティーでの録音のコラージュで、出席したドン・グレン・ヴリート、ジム・シャーウッド、レイ・コリンズなどの声が収録された。
'The Village Inn'と’Steal Away'はクカモンガから80マイルほど離れたサン・ビレッジ（Sun Village）にあるビレッジ・イン（The Village Inn）で1965年の初頭に録音された。当時、ザッパは週末にビレッジ・インで演奏して一晩につき7ドルを受け取った。ベース・ギターを演奏したジョニー・フランクリンは、ザッパがアンテロープ・バレー・ハイ・スクールに在学中に結成したザ・ブラックアウツ（Tha Black-Outs）のメンバーだった。ビレッジ・インとフランクリンは、MOIのアルバムRoxy & Elsewhereに収録された'Village of the Sun'で取り上げられた。
'I Was a Teen-age Malt Shop'と'The Birth of Captain Beefheart'は1964年12月にスタジオZで録音された。'I Was a Teen-age Malt Shop'はザッパが当時書いていたロックン・ロールのオペラの主題曲。ヴリートが題を読み上げ、ザッパ（ピアノ）、ジム・シャーウッド（ギター）、ヴィック・モーテンセン（ドラムス）による演奏が続く。'The Birth of Captain Beefheart'は、ザッパとヴリートが共同で制作していたSF映画"Captain Beefheart Vs. The Grunt People"の科白である。この制作では、ザッパが台本を書いてヴリートが主役のCaptain Beefheartを演じていた。
'Metal Man Has Won His Wings'は、ザッパがヴリート（ボーカル）、モーテンセン（ドラムス）、Janschi（リズム・ギター）と結成したザ・スーツ（The Soots）の演奏。1964年にパル・スタジオで録音された。
'Power Trio from The Saints N' Sinners'は、ザッパがレス・パップ（ドラムス）、ポール・ウッズ（ベース・ギター）と結成したThe Muthersが、1964年もしくは1965年の週末に、オンタリオで演奏していた時の録音。
'Bossa Nova Pervertamento'は、1965年3月25日にスタジオZでザッパがThe Muthersのパップ、ボビー・サルダナ（ベース・ギター）と行なったセッションを録音したもの。
'Excerpt from The Uncle Frankie Show'は、ザッパがポモナ・カレッジのラジオ局のKSPCで放送する為にスタジオZで制作した音声の抜粋。録音はおそらく1964年10月であろうと推測されている。当時、彼は在校生のふりをして、このラジオ局に出入りしていた。
'Charva'はザッパが1964年にスタジオZでボーカル、ピアノ、ドラムスを全て自分で担当して録音した。彼が晩年に編集したアルバム『ロスト・エピソード』（1996年）には、同じ録音をモノラル編集したものが収録された。
'Speed-Freak Boogie'は、ザッパが1963年にパル・スタジオでダグ・ムーン（リズム・ギター）と録音したもの。ムーンが刻むリズムが一定の速度を保っているのに対して、ザッパのリード・ギタ―は速度を上げて再生されている。この技法はMOIのアルバム『アンクル・ミート』（1969年）に収録された'Nine Types of Industrial Pollution'でも用いられた。
'Original Mothers at The Broadside (Pomona)'は、コリンズが在籍していたザ・ソウル・ジャイアンツがザッパをギタリストとして迎えて、彼等が活動の拠点にしていたポモナのブロードサイドというバーで録音した。
'Party Scene from Mondo Hollywood'は1967年に公開された記録映画”Mondo Hollywood”のパーティーの場面の録音である。この映画はハリウッドのヒッピー文化を捉えたモンド映画で、監督のロバート・カール・コーエンがMOIの初代マネージャーのマーク・チェカの友人だったことから、MOIの出演が実現した。
'Original Mothers At Fillmore East'、'Harry, You're A Beast'、'Don Interrupts'、'Piece One'、'Jim/Roy'、'Piece Two'、'Agency Man'、'Lecture From Festival Hall Show'は、1968年10月25日にBBC交響楽団の13名の団員を迎えてロンドンのロイヤル・フェスティバル・ホールで行なわれたMOIのコンサートの音源である。これらのうち、'Original Mothers At Fillmore East'と'Lecture From Festival Hall Show'以外は、ザッパが病没した1993年の3月にBarking Pumpkin Recordsより発表されたAhead Of Their Timeに収録されたが、本作に収録されたものはいずれも異なる編集が施されている。
'Wedding Dress Song/The Handsome Cabin Boy'は、『ロスト・エピソード』に収録された音源と同一で、1968年2月から4月までの間に、ニューヨークのアポストリック・スタジオで録音された。
'Black Beauty'は1969年2月にフロリダ州マイアミビーチで録音されたもので、異なる編集版がYou Can't Do That on Stage Anymore, Vol. 5（1992年）に'Underground Freak-Out Music'として収録された。
'Skweezit Skweezit Skweezit'は1969年2月16日にコネティカット州ストラトフォードで録音されたものと推測されており、異なる編集版がFiner Moments（2012年）に'Squeeze It, Squeeze It, Squeeze It'として収録された。
'Chucha'と'Harmonica Fun'は1969年2月にフロリダ州マイアミのスタジオで録音された。'Chucha'ではローウェル・ジョージがリード・ボーカルを担当。'Harmonica Fun'と同一の音源がさらに長く編集されたものが、Finer Moments（2012年）に'You Never Know Who Your Friends Are'として収録された。
'The Story of Willie The Pimp'は1969年、'Mothers at KPFK'はおそらく1968年の録音。前者はアニー・ザナスというグルーピーがザッパに自分の父親の話をする内容。後者はロサンゼルスのラジオ局であるKPFKにMOIのメンバーが出演した時の放送である。

## 収録曲
ライコディスク（RCD 40573）のライナーノーツと参考文献（2018年）に基づく。
1-20はMystery Disc 1、21-35はMystery Disc 2の収録曲。
| - 作詞・作曲は記載がない限りFrank Zappa（FZ）。 - 録音は年、場所、参加ミュージシャンを記載。 |                                                |              | |       |
| #                                                                                            | タイトル                                       | 作詞・作曲   | 録音 | 時間  |
| 1.                                                                                           | 「Theme from Run Home Slow」                   |              | - circa 1964 - Original Sound Studios, Los Angeles, CA - 'eleven-piece studio orchestra' conducted by Fred Graff | 1:23  |
| 2.                                                                                           | 「Original Duke of Prunes」                    |              | - circa 1964 - Original Sound Studios, Los Angeles, CA - 'eleven-piece studio orchestra' conducted by Fred Graff | 1:17  |
| 3.                                                                                           | 「Opening Night at "Studio Z" (Collage)」      |              | - August 1, 1964 - Studio Z, Cucamonga, CA - Motorhead Sherwood, Captain Beefheart, FZ, Bob Narciso, Ray Collins, Beefheart's girlfriend Laurie Stone, and Al Surratt                                                                                             | 1:34  |
| 4.                                                                                           | 「The Village Inn」                            |              | - probably in early 1965 - Village Inn, Sun Village, CA - Johnny Franklin (b); Toby Tobias(d); FZ (g); Motorhead Sherwood (tenor sax) | 1:17  |
| 5.                                                                                           | 「Steal Away」                                 | Jimmy Hughes | - probably in early 1965 - Village Inn, Sun Village, CA - Johnny Franklin (b); Toby Tobias(d); FZ (g); Motorhead Sherwood (tenor sax); Cora Stacker (v) | 3:43  |
| 6.                                                                                           | 「I Was a Teen-Age Malt Shop」                 |              | - circa December 1964 - Studio Z, Cucamonga, CA - FZ (piano); Motorhead Sherwood (acoustic g); Vic Mortensen (d) | 1:10  |
| 7.                                                                                           | 「The Birth of Captain Beefheart」             |              | - circa December 1964 - Studio Z, Cucamonga, CA | 0:18  |
| 8.                                                                                           | 「Metal Man Has Won His Wings」                |              | - circa March 1964 - Pal Studio, Cucamonga, CA - The Soots: Janschi (rhythm g); FZ (g); Vic Mortensen (d); an unidentified player (b) | 3:06  |
| 9.                                                                                           | 「Power Trio from The Saints 'n Sinners」      |              | - probably 1964 - Sinners & Saints, Ontario, CA - The Muthers: Les Papp (d); Paul Woods (b); FZ (g) | 0:34  |
| 10.                                                                                          | 「Bossa Nova Pervertamento」                   |              | - March 25 1965 - Studio Z, Cucamonga, CA - Les Papp (d); Bobby Saldana (b); FZ (g) | 2:15  |
| 11.                                                                                          | 「Excerpt from The Uncle Frankie Show」        |              | fz | 0:40  |
| 12.                                                                                          | 「Charva」                                     |              | - 1964 - Studio Z, Cucamonga, CA - FZ (v, p, d) | 2:01  |
| 13.                                                                                          | 「Speed-Freak Boogie」                         |              | - January 1963 - Pal Studio, Cucamonga, CA - FZ (g); Doug Moon (g) | 4:14  |
| 14.                                                                                          | 「Original Mothers at The Broadside (Pomona)」 |              | - circa May 1965 - The Broadside, Pomona, CA - Jimmy Carl Black (d); Ray Collins (tambourine); Roy Estrada (b); FZ (g) | 0:55  |
| 15.                                                                                          | 「Party Scene from Mondo Hollywood」           |              | - 1965 | 1:54  |
| 16.                                                                                          | 「Original Mothers Rehearsal」                 |              | - probably in early 1966 - Tim Sullivan's studio on Seward Street, Los Angeles, CA - Jimmy Carl Black (d); Ray Collins (tambourine); Roy Estrada (b); FZ (g) | 0:22  |
| 17.                                                                                          | 「How Could I Be Such a Fool?」                |              | - early 1966 - Tim Sullivan's studio on Seward Street, Los Angeles, CA - Ray Collins (v); FZ (backing v) | 1:49  |
| 18.                                                                                          | 「Band introductions at The Fillmore West」    |              | - June 24 or 25 1966 - Fillmore Audotorium, San Francisco, CA - Ray Collins; Bill Graham | 1:10  |
| 19.                                                                                          | 「Plastic People」                             |              | - June 24 or 25 1966 - Fillmore Audotorium, San Francisco, CA - FZ (v); Ray Collins (backing v); Eliot Ingber (rhythm g) | 1:58  |
| 20.                                                                                          | 「Original Mothers at Fillmore East」          |              | - October 25 1968 - Royal Festival Hall, London, England - Jimmy Carl Black (d); Roy Estrada (b); Bunk Gardner (tenor sax); Don Preston (k); Motorhead Sherwood (baritone sax); Arthur Tripp (d); Ian Underwood (alto sax); FZ (g)                                | 0:50  |
| 21.                                                                                          | 「Harry, You're a Beast」                      |              | - October 25 1968 - Royal Festival Hall, London, England - Jimmy Carl Black (d); Roy Estrada (b); Bunk Gardner (tenor sax); Don Preston (k); Motorhead Sherwood (baritone sax); Arthur Tripp (d); Ian Underwood (alto sax); FZ (g)                                | 0:30  |
| 22.                                                                                          | 「Don Interrupts」                             |              | - October 25 1968 - Royal Festival Hall, London, England - Jimmy Carl Black (d); Roy Estrada (b); Bunk Gardner (tenor sax); Don Preston (k); Motorhead Sherwood (baritone sax); Arthur Tripp (d); Ian Underwood (alto sax); FZ (g)                                | 4:39  |
| 23.                                                                                          | 「Piece One」                                  |              | - October 25 1968 - Royal Festival Hall, London, England - Jimmy Carl Black (d); Roy Estrada (b); Bunk Gardner (tenor sax); Don Preston (k); Motorhead Sherwood (baritone sax); Arthur Tripp (d); Ian Underwood (alto sax); FZ (g)                                | 2:26  |
| 24.                                                                                          | 「Jim/Roy」                                    |              | - October 25 1968 - Royal Festival Hall, London, England - Jimmy Carl Black (d); Roy Estrada (b); Bunk Gardner (tenor sax); Don Preston (k); Motorhead Sherwood (baritone sax); Arthur Tripp (d); Ian Underwood (alto sax); FZ (g)                                | 4:04  |
| 25.                                                                                          | 「Piece Two」                                  |              | - October 25 1968 - Royal Festival Hall, London, England - Jimmy Carl Black (d); Roy Estrada (b); Bunk Gardner (tenor sax); Don Preston (k); Motorhead Sherwood (baritone sax); Arthur Tripp (d); Ian Underwood (alto sax); FZ (g)                                | 6:59  |
| 26.                                                                                          | 「Agency Man」                                 |              | - October 25 1968 - Royal Festival Hall, London, England - Jimmy Carl Black (d); Roy Estrada (b); Bunk Gardner (tenor sax); Don Preston (k); Motorhead Sherwood (baritone sax); Arthur Tripp (d); Ian Underwood (alto sax); FZ (g)                                | 3:25  |
| 27.                                                                                          | 「Agency Man (Studio Version)」                |              | - Apostolic Studio, New York City, NY - Ray Collins (v); Roy Estrada (backing v); FZ (backing v) | 3:27  |
| 28.                                                                                          | 「Lecture from Festival Hall Show」            |              | - October 25 1968 - Royal Festival Hall, London, England - Jimmy Carl Black (d); Roy Estrada (b); Bunk Gardner (tenor sax); Don Preston (k); Motorhead Sherwood (baritone sax); Arthur Tripp (d); Ian Underwood (alto sax); FZ (g)                                | 0:21  |
| 29.                                                                                          | 「Wedding Dress Song/The Handsome Cabin」      |              | - Apostolic Studio, New York City, NY - Don Preston (organ, tack piano); FZ (g, b); Art Tripp (vibraphone, marimba); Jimmy Carl Black (d); Ian Underwood (accordion)                                                                                              | 2:36  |
| 30.                                                                                          | 「Skweezit Skweezit Skweezit」                 |              | - probably on February 16, 1969 - Stratford, CT - Jimmy Carl Black (d); Roy Estrada (b); Bunk Gardner (tenor sax); Buzz Gardner (trumpet); Lowell George (g); Don Preston (k): Motorhead Sherwood (baritone sax); Art Tripp (d); Ian Underwood (alto sax); FZ (g) | 2:57  |
| 31.                                                                                          | 「The Story of Willie the Pimp」               |              | - 1969 - NY | 1:33  |
| 32.                                                                                          | 「Black Beauty」                               |              | - February 1969 - Thee Image, Miami Beach, FL - Lowell George (rhythm g); FZ (g); Roy Estrada (b, v); Jimmy Carl Black (d); Art Tripp (d); Don Preston (oscillators)                                                                                              | 5:23  |
| 33.                                                                                          | 「Chucha」                                     |              | - February 1969 - Criteri Studio, Miami, FL - Lowell George (lead v); FZ (backing v); Roy Estrada (backing v) | 2:47  |
| 34.                                                                                          | 「Mothers at KPFK」                            |              | - September 1969 - the studios of KPFK-FM, Los Angelesi, CA - Bunk Gardner; Jimmy Carl Black; Roy Estrada; Ian Underwood; Don Preston; Art Tripp | 3:26  |
| 35.                                                                                          | 「Harmonica Fun」                              |              | - February 1969 - Criteri Studio, Miami, FL - Roy Estrada (v) | 0:41  |
| 合計時間:                                                                                    | 合計時間:                                      | 合計時間:    | 合計時間: | 77:44 |

以下に、他のアルバムとの重複を示す。上記のように、同一の音源であっても編集や題名が異なる場合があることに注意。
- Ahead of Their Time – 21、22、23、24、25、26
- ロスト・エピソード – 1*、12、29
- You Can't Do That on Stage Anymore, Vol. 5 – 32
- Finer Moments – 30、35

*別の音源と考えられる。